# (35459) 1998 DG20
1998 DG20 (asteroide 35459) é um asteroide da cintura principal. Possui uma excentricidade de 0.09756700 e uma inclinação de 8.54453º.
Este asteroide foi descoberto no dia 27 de fevereiro de 1998 por Lenka Kotková em Ondřejov.